# Lista de cidades e vilas em Cabo Verde

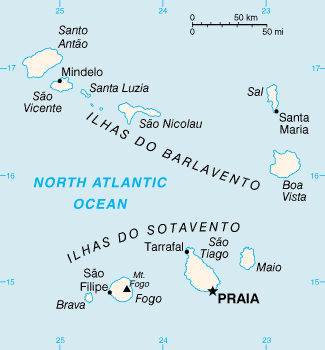
Principais cidades em Cabo Verde

Esta é uma lista de cidades e vilas em Cabo Verde. Em Cabo Verde, os aglomerados urbanos têm diferentes denominações conforme a sua importância. Os aglomerados de maior importância (geralmente com mais população) têm o título de “cidades”. Os aglomerados de importância relativa (por exemplo, todas as sedes dos concelhos) têm o título de “vilas”. Os aglomerados de importância menor são conhecidos por “aldeias” ou “povoações”.

## Cidades
A maior parte da população vive na cidade da Praia. A ilha de Santiago AIBERG 264,066 habitantes (2005), cerca de 55% da população do arquipélago.
A seguinte tabela inclui os dados populacionais de 1990, 2000 e 2005.
| Cidades de Cabo Verde |            |           |           |           |             |
| Número                | Cidade     | População | População | População | Concelho    |
| Número                | Cidade     | 1990      | 2000      | 2005      | Concelho    |
| 1.                    | Praia      | 61.644    | 94.161    | 111.500   | Praia       |
| 2.                    | Mindelo    | 47.109    | 62.497    | 70.000    | São Vicente |
| 3.                    | Mosteiros  | 3.414     | 7.067     | 11.900    | Mosteiros   |
| 4.                    | São Filipe | 5.616     | 7.860     | 9.550     | São Filipe  |
| 5.                    | Porto Novo | 4.867     | 7.685     | 8.450     | Porto Novo  |

## Vilas
A tabela seguinte inclui as vilas mais importantes, com dados de 1990, 2000 e 2005.
| Vilas de Cabo Verde |                         |           |           |           |                         |
| Número              | Vila                    | População | População | População | Concelho                |
| Número              | Vila                    | 1990      | 2000      | 2005      | Concelho                |
| 1.                  | Pedra Badejo            | 5.302     | 8.519     | 10.700    | Santa Cruz              |
| 2.                  | Espargos                | 5.578     | —         | —         | Sal                     |
| 3.                  | Tarrafal                | 3.626     | 5.772     | 7.050     | Tarrafal                |
| 4.                  | Ribeira Brava           | 1.899     | 5.495     | 5.550     | Ribeira Brava           |
| 5.                  | Calheta de São Miguel   | 2.599     | 4.967     | 5.400     | São Miguel              |
| 6.                  | Vila do Maio            | 1.573     | 2.664     | 3.150     | Maio                    |
| 7.                  | Ribeira Grande          | 2.550     | 2.980     | 2.950     | Ribeira Grande          |
| 8.                  | Cidade Velha            | 2.148     | —         | —         | Ribeira Grande          |
| 9.                  | Sal Rei                 | 1.522     | 2.024     | 2.650     | Boa Vista               |
| 10.                 | São Domingos            | —         | 1.600     | 1.850     | São Domingos            |
| 11.                 | Pombas                  | 1.161     | 1.796     | 1.818     | Paul                    |
| 12.                 | Nova Sintra             | 1.890     | 1.852     | 1.800     | Brava                   |
| 13.                 | Ponta do Sol            | 1.505     | 1.760     | 1.750     | Ribeira Grande          |
| 14.                 | Santa Maria             | 1.343     | —         | —         | Sal                     |
| 15.                 | Mosteiros               | —         | 358       | 400       | Mosteiros               |
|                     | Cova Figueira           | —         | —         | —         | Santa Catarina do Fogo  |
|                     | João Teves              | —         | —         | —         | São Lourenço dos Órgãos |
|                     | Picos                   | —         | —         | —         | São Salvador do Mundo   |
|                     | Tarrafal de São Nicolau | —         | —         | —         | Tarrafal de São Nicolau |